# Station Kenton
Kenton is een station van National Rail en de metro van Londen aan de Bakerloo line.  London Overground verzorgt de dienstregeling tussen Euston en Watford Junction. 

## Geschiedenis
Het station was een van de vele stations die werden gebouwd aan de "New Line" een elektrische voorstadslijn van de London and North Western Railway tussen Camden en Watford Junction. Deze nieuwe lijn ligt goeddeels parallel aan de hoofdlijn van de London and Birmingham Railway, onderdeel van de West Coast Main Line (WCML), uit 1837 en maakte het mogelijk dat de voorstadsdiensten uit Watford Junction de stations Euston en Broad Street in het centrum van Londen konden bereiken. In verband met het gebruik van gelijkstroom, DC in het Engels, werd de nieuwe lijn Watford DC Line genoemd.  
Kenton werd, tegelijk met de lijn, geopend op 15 juni 1912 en heeft alleen perrons aan de Watford DC Line, een overstap op de diensten op de London and Birmingham Railway kan in Harrow en Wealdstone, een station noordelijker, een aantal van die diensten stoppen ook in Wembley Central drie stations zuidelijker. In 1915 werd de Baker Street and Waterloo Railway bij Queens Park gekoppeld aan de Watford DC Line zodat de metro tot Watford Junction kon doorrijden door gebruik te maken van de sporen van de Watford DC Line. De metrodiensten langs Kenton begonnen op 16 april 1917 en eindigden op 24 september 1982 toen de Bakerloo line werd ingekort tot Stonebridge Park. Deze sluiting was van korte duur want op 4 juni 1984 werden de diensten van de Bakerloo line ten noorden van Stonebridge Park hervat. 
In het kader van de privatisering van de Britse spoorwegen kwamen de lijn en het station in 1997 in handen van Silverlink. In 2007 werd Silverlink gesplitst en kwamen de voorstadsdiensten terug bij de overheid. Transport for Londen bracht de voorstadsdiensten onder in een net met de naam Overground .

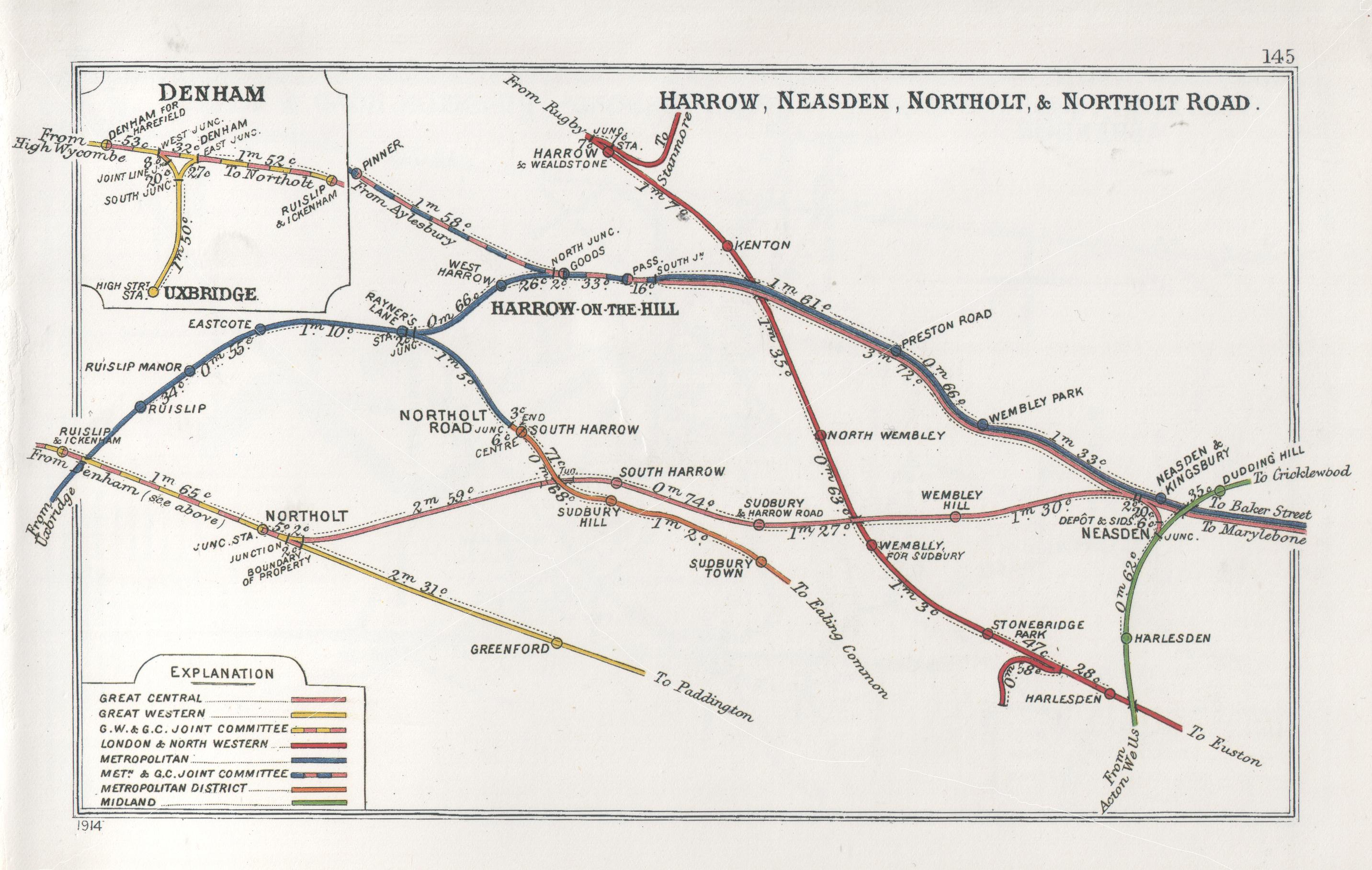
De Watford DC line (rood) op de kaart uit 1914.
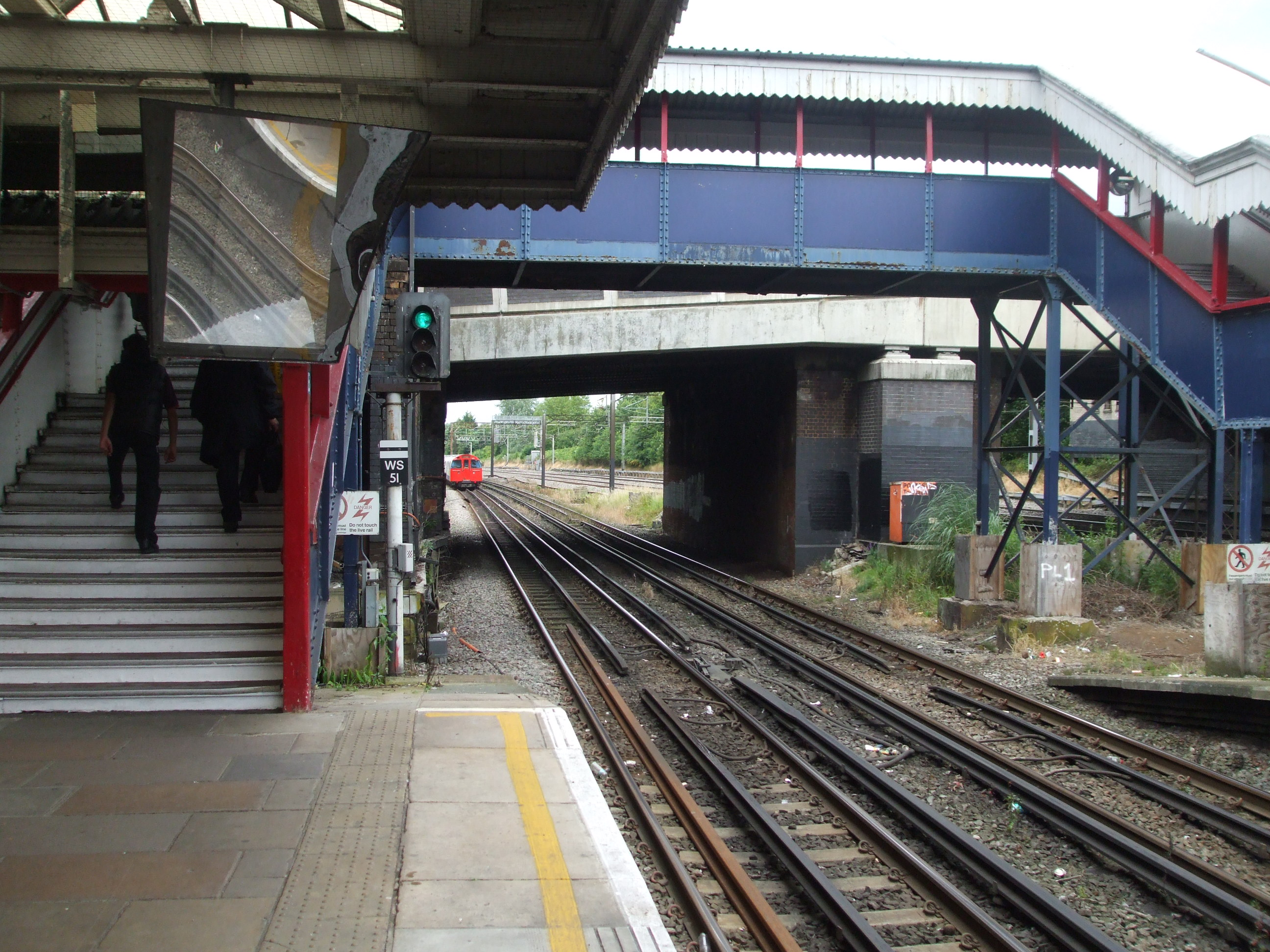
De loopbrug tussen hal en perrons.
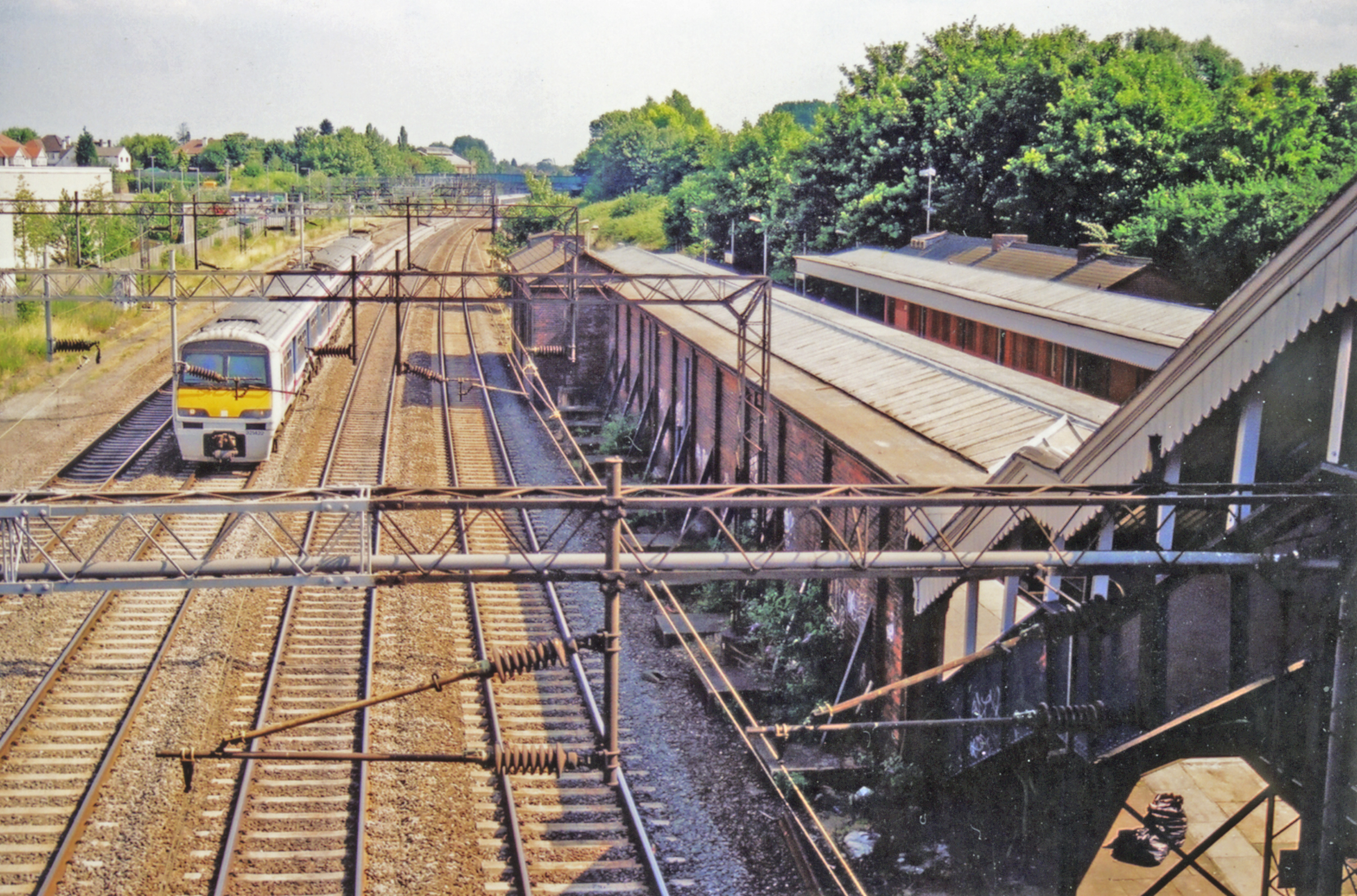
Een trein op de WCML passeert Kenton (rechts).

## Ligging en inrichting
Het station ligt ten zuiden van Kenton Road in Kenton, op korte afstand van het station Northwick Park aan de Metropolitan Line. Reizigers mogen tussen Kenton en Northwick Park overstappen zonder opnieuw het instaptarief te betalen. Het stationsgebouw staat bij de zuidwesthoek van de brug waarmee Kenton Road de sporen kruist. Het bescheiden bakstenen gebouw is aan de perronzijde van de OV-poortjes verbonden met een loopbrug die met vaste trappen is verbonden met de twee zijperrons. De voormalige bekolingsinstallatie van het station aan de oostkant van de spoorlijn is hergebruikt als parkeerterrein en supermarkt Sainsbury's .

## Reizigersdienst
Het station is dan ook niet rolstoeltoegankelijk en die reizigers moeten naar Harrow en Wealdstone, Kingsbury en Wembley Park in de buurt om de metro of overground te nemen. Sommige reizen zijn korter door bus 183 te nemen naar Golders Green of Pinner en daar over te stappen op de metro.  
De dienstregeling omvat:
- London Overground  (Watford DC Line) 4 ritten per uur in elke richting.
- London Underground  (Bakerloo line) 6 ritten per uur in elke richting.

Harrow & Wealdstone ·
Kenton ·
South Kenton ·
North Wembley ·
Wembley Central ·
Stonebridge park ·
Harlesden ·
Willesden Junction ·
Kensal Green ·
Queen's Park ·
Kilburn Park ·
Maida Vale ·
Warwick Avenue ·
Paddington ·
Edgware Road ·
Marylebone ·
Baker Street ·
Regent's Park ·
Oxford Circus ·
Piccadilly Circus ·
Charing Cross ·
Embankment ·
Waterloo ·
Lambeth North ·
Elephant & Castle
Station London Euston · South Hampstead · Kilburn High Road · Queen's Park · Kensal Green · Willesden Junction · Harlesden · Stonebridge Park · Wembley Central · North Wembley · South Kenton · Kenton · Harrow & Wealdstone · Headstone Lane · Hatch End · Carpenders Park · Bushey · Watford High Street · Watford Junction